# Hagenbecks Völkerschau der „Lappländer“ 1875

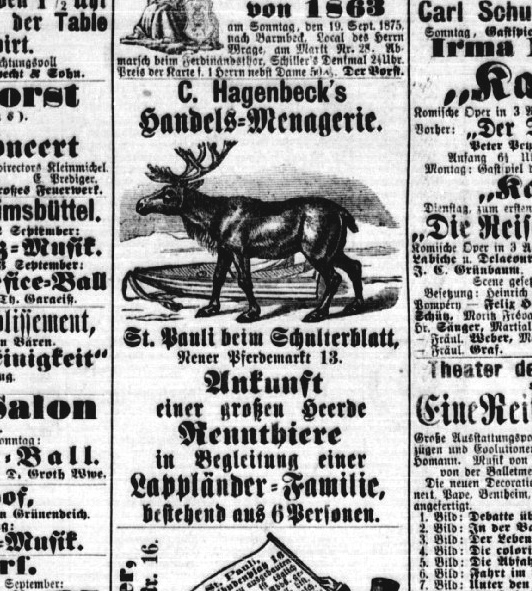
Zeitungsannonce, Die Reform, 12. September 1875

Hagenbecks Völkerschau der „Lappländer“ 1875 war eine Völkerschau (im heutigen Sprachgebrauch auch Menschenzoo), bei der sechs Samen (damals meist noch „Lappländer“ genannt) zusammen mit 31 Rentieren zwischen dem 12. September und dem 21. November 1875 zuerst im damaligen Tierpark Hagenbeck am Neuen Pferdemarkt in Hamburg St. Pauli und anschließend auf der Hasenheide in Berlin-Neukölln sowie im Pfaffendorfer Hof in Leipzig zur Schau gestellt wurden. Zur Gruppe der Samen zählten ein Ehepaar mit einem Kleinkind und einem Säugling sowie ein Vater mit seinem Sohn.
Veranstalter dieser Völkerschau war Carl Hagenbeck (1844–1913) aus Hamburg, der bis zu seinem Tod über 50 solcher „Völkerausstellungen“ veranstaltete und hunderttausende zahlende Besucher anlockte. Den Menschenzoos wird in der Forschung eine hohe Wirksamkeit bezüglich der Wahrnehmung der vermeintlich „Wilden“ und der Ausprägung rassistischer Denkmuster zugeschrieben. Die Völkerschau der „Lappländer“ 1875 war Hagenbecks erste Völkerschau, die in der Forschung deshalb häufig als Initialzündung zur Etablierung des Ausstellungstyps der Völkerschauen gilt – so wie es Hagenbeck und Heinrich Leutemann in ihren Memoiren selbst behaupteten. Erst in jüngeren Forschungen zur Völkerschau der „Lappländer“ 1875 gibt es an dieser Darstellung Zweifel, weil es bereits seit 1872 eine von der Schaustellerin Emma Willardt veranstaltete langjährige Tournee von „Lappländern“ mit ihren Rentieren gab, die sich nur geringfügig von der Hagenbecks unterschied.

## Vorgeschichte

### Die „Lappländer“-Schau von Emma Willardt ab November 1872

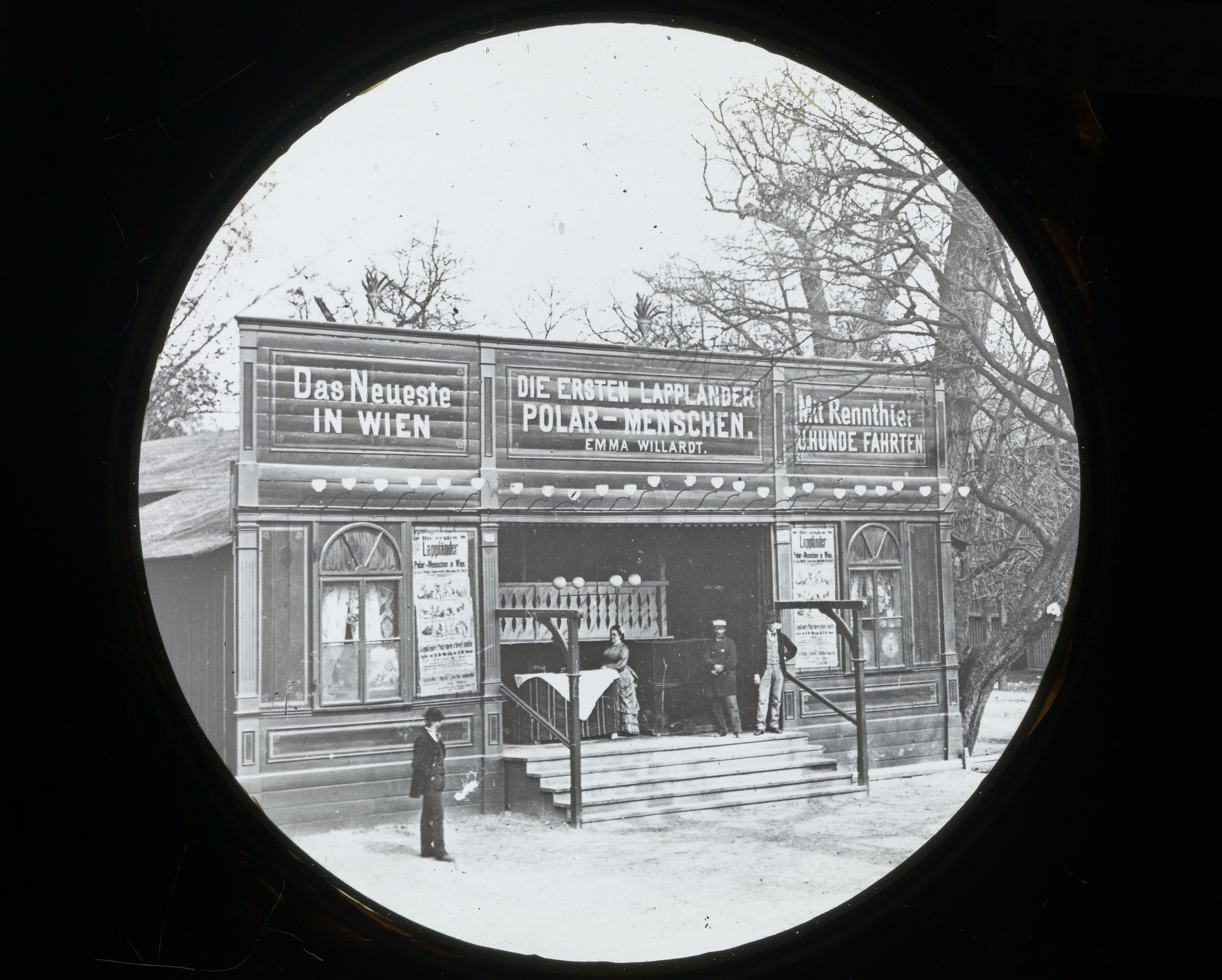
Schaubude am Wiener Prater: „Die ersten Lappländer Polar-Menschen“ von Emma Willardt, Foto (Diapositiv) von 1873

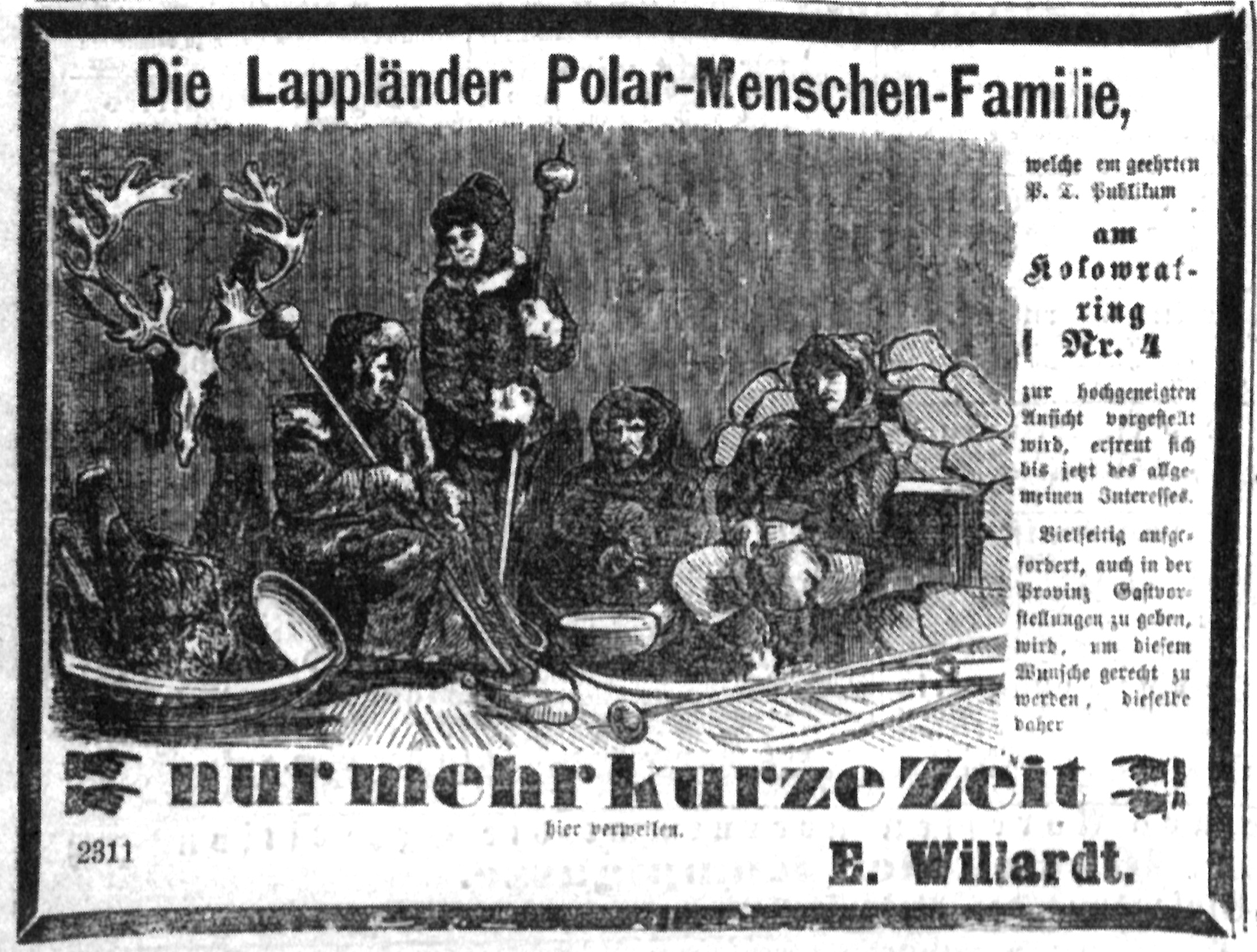
Anzeige Illustriertes Wiener Extrablatt vom 17. November 1872

Die Wiener Schaustellerin Emma Willardt ließ im November 1872 eine vierköpfige samische Familie namens Loky nach Wien bringen und stellte sie dort zuerst in einer Schaubude am Kolowratring (heute Schottenring), ab Frühjahr 1873 dann am Prater zur Schau, wo noch vier weitere Samen (drei Männer und eine Frau) zur Gruppe hinzustießen. Die Schau fand während der Weltausstellung 1873 zahlreiche Besucher.
Die Samen führten „Alltagsszenen vor, manchmal Tänze und Gebete, hatten aber auch Neues im Programm, einen Eisbärenkampf etwa oder Fahrten mit dem Hundeschlitten“. Außerdem führte die Gruppe einige Rentiere mit sich. Im Juli starb eine der beiden Frauen in Wien, weil sie die Hitze nicht vertragen hatte. Ab September 1873 startete Emma Willardt eine Tournee des „reisenden Nordpoltheaters“ mit einer inzwischen wieder auf vier Personen verkleinerten Gruppe von Samen zuerst durch Österreich. Die zeitweilig in Kooperation mit dem Schaustellerehepaar Albert und Henriette Böhle durchgeführte Tournee führte anschließend durch hunderte Städte der Schweiz, das Deutsche und das Russische Reich, und dauerte bis 1878.
Willardt legte von Beginn der Völkerschau großen Wert auf Nachweise über die „Echtheit der Gruppe“, die sie anhand verschiedener Dokumente zu bezeugen versuchte. Die Wissenschaftler Josef Budenz und Heinrich Frauberger bestätigten, dass es sich bei der Gruppe um „authentische Lappländer“ handelte. Bei ihrem Aufenthalt Anfang 1875 in Berlin wurde die Gruppe von Rudolf Virchow untersucht. Auch er stellte der Gruppe ein „Zeugniss“ über die „Zuverlässigkeit der Leute“ aus. Willardts Zurschaustellung stand dennoch mehrfach in der Kritik. Während des Aufenthaltes in Brünn im März 1874 kursierten in der Presse erstmals Vorwürfe, die Gruppe sei nicht echt und „die männlichen Gruppenmitglieder seien in Wirklichkeit braun angemalte Strizzi“. Seither wurden immer wieder Zweifel an der Echtheit der Gruppe geäußert. Und auch der Leipziger Tiermaler und auch als Journalist tätige Heinrich Leutemann verfasste im Herbst 1875 mehrfach Artikel, in denen er die „Lappländer“-Schau von Emma Willardt scharf kritisierte, so beispielsweise in einem Artikel der Gartenlaube:

„Seit mehreren Jahren werden in Deutschland und Oesterreich einige Lappländer mit einem oder zwei Rennthieren gezeigt, die – jedenfalls um mehr Aufsehen zu erregen – ganz wie Eskimos gekleidet sind und mit Waffen einherschreiten, welche von den Lappländern keineswegs getragen werden. Sie geberden sich obendrein mit so affectirter Wildheit, daß der Unkundige durch alles Das einen ganz falschen Begriff von diesem Volke bekommen muß. Weil nun wissenschaftliche Vereine, sowie einzelne Gelehrte nicht bezweifeln konnten, hier wirkliche Lappländer vor sich zu haben, obgleich sie dabei die äußerliche Fälschung, wie dies in Leipzig geschah, ausdrücklich aussprachen, so wird mit dieser scheinbaren Anerkennung Reclame gemacht und das Publicum nur um so mehr irre geführt.“

Leutemanns Kritik steht auch in Zusammenhang mit der von Carl Hagenbeck und ihm selbst im Laufe des Jahres 1875 geplanten eigenen Zurschaustellung von Samen mit ihren Rentieren. Stefanie Wolter bemerkte in ihrer Publikation „Vermarktung des Fremden“ von 2005 zu diesem Zitat: „Ob Leutemann hier aus Geschäftskalkül […] oder ehrlicher Überzeugung urteilt, ist kaum festzustellen“.

### Vorbereitung der „Lappländer“-Schau Hagenbecks
Der Tierhändler Carl Hagenbeck hatte im März 1874 seinen ersten Tierpark auf St. Pauli eröffnet und berichtete im Vorfeld der ersten Menschenausstellung über den stagnierenden Tierhandel und finanzielle Schwierigkeiten auch infolge der Gründerkrise. In seinen Memoiren von 1887 behauptete Leutemann, dass er die Idee zur ersten „Völkerausstellung“ (wie Hagenbeck seine Völkerschauen damals selbst bezeichnete) hatte:

„Ungefähr im August 1875 erhielt ich von H. einen Brief, worin er mir mitteilte, daß er, da Nachfrage nach Rennthieren sei, eine Heerde Rennthiere aus Lappland bestellt habe, und zu deren Wartung auch eigene Lappländer werde mitkommen lassen. Darauf schrieb ich ihm sofort, wenn er das beabsichtige, so möge er doch gleich das Unternehmen dadurch zu einer eigenen Sehenswürdigkeit gestalten, daß er durch Mitbringen von Schlitten, Zelten, Geräthschaften, durch Anschließen von Frauen und Kindern, Hunden und sonstigem Zubehör die ganze Gruppe zum vollständigen Vorzeigen des Lappländer Lebens geeignet mache. […] Zu meiner großen Freude ging H. ohne Weiteres und aufs Vollständigste auf meinen Rath ein, wie mir seine Antwort mittheilte, und darin lud er mich zugleich für die Ankunft der Gruppe zu sich ein.“

Leutemann hatte bereits Anfang 1875 die Gruppe der „Lappländer“ von Emma Willardt in Berlin gesehen und das Format lediglich kopiert. Auch die in seinen Memoiren verfassten Schilderungen sind zeitlich nicht ganz plausibel, denn bereits am 5. Januar 1875 hatte das Leipziger Tageblatt und Anzeiger berichtet, dass er bereits im Frühjahr eine „Heerde Rennthiere“ sowie „4 echte Lappen als Begleiter“ erwarte. Offenbar hat sich dann die Vorbereitung der Menschenschau aber noch über mehrere Monate hingezogen. Über die Umstände der Anwerbung der Gruppe, die im September 1875 in Hamburg eintraf, ist wenig bekannt. Der Agent, der die Gruppe in Nordschweden angeworben hatte, war laut Leutemann der norwegische Fotograf und Händler Johan Erik Wickström aus Tromsø, der norwegisch und samisch sprach und somit als Dolmetscher auftrat. Hagenbeck berichtete in seinen Memoiren Von Tieren und Menschen von 1908 von seiner ersten Begegnung mit der Gruppe:

„Die Karawane bestand aus sechs Personen und machte ein höchst frappierenden Eindruck. Auf Deck stolzierten die drei männlichen Mitglieder der Truppe, kleine, gelbbraune, in Fellen gekleideten Leute, neben ihren Renntieren einher. Im Zwischendeck bot sich uns aber ein köstlicher Anblick! Eine Mutter mit ihrem Säugling, den sie zärtlich ans Herz drückte, und ein vierjähriges niedliches Mädchen. […] Schön konnte man unsere Gäste gerade nicht nennen. Ihre Hautfarbe ist ein schmutziges Gelb, der runde Schädel ist mit straffem, schwarzen Haar bewachsen, die Augen stehen ein wenig schief, die Nase ist klein und platt.“

### Die Gruppe der Samen
Die sechs Samen waren Ella Maria Josefsdatter Nutti (1841–1930), ihr Ehemann Nils Rasmus Persson Eira (1841–1930), die dreijährige Tochter Kristina und der Säugling Per Bernhard, wobei die Familie in den deutschsprachigen Überlieferung oft Rasti (eine samische Form von Rasmus) genannt wurde. Die zwei weiteren Männer waren Lars Nilsson Hotti und sein Sohn Jacob Larsson Hotti (im September 1875 waren sie 45 und 21 Jahre alt). Die Gruppe stammte aus Karesuando, einer kleinen Ortschaft in der heutigen nordschwedischen Provinz Norrbottens län und der historischen Provinz Lappland. Die Samen (Plural auch Sami, veraltet Lappen oder Lappländer) sind ein indigenes Volk, das im nördlichen Skandinavien, Finnland und auf der Kola-Halbinsel in Russland lebt. Es gibt nur wenige Überlieferungen zu den Samen und auch nur ein Foto, auf dem nur einer der drei Männer und eine weitere Person im Hintergrund zu sehen sind.

## Verlauf

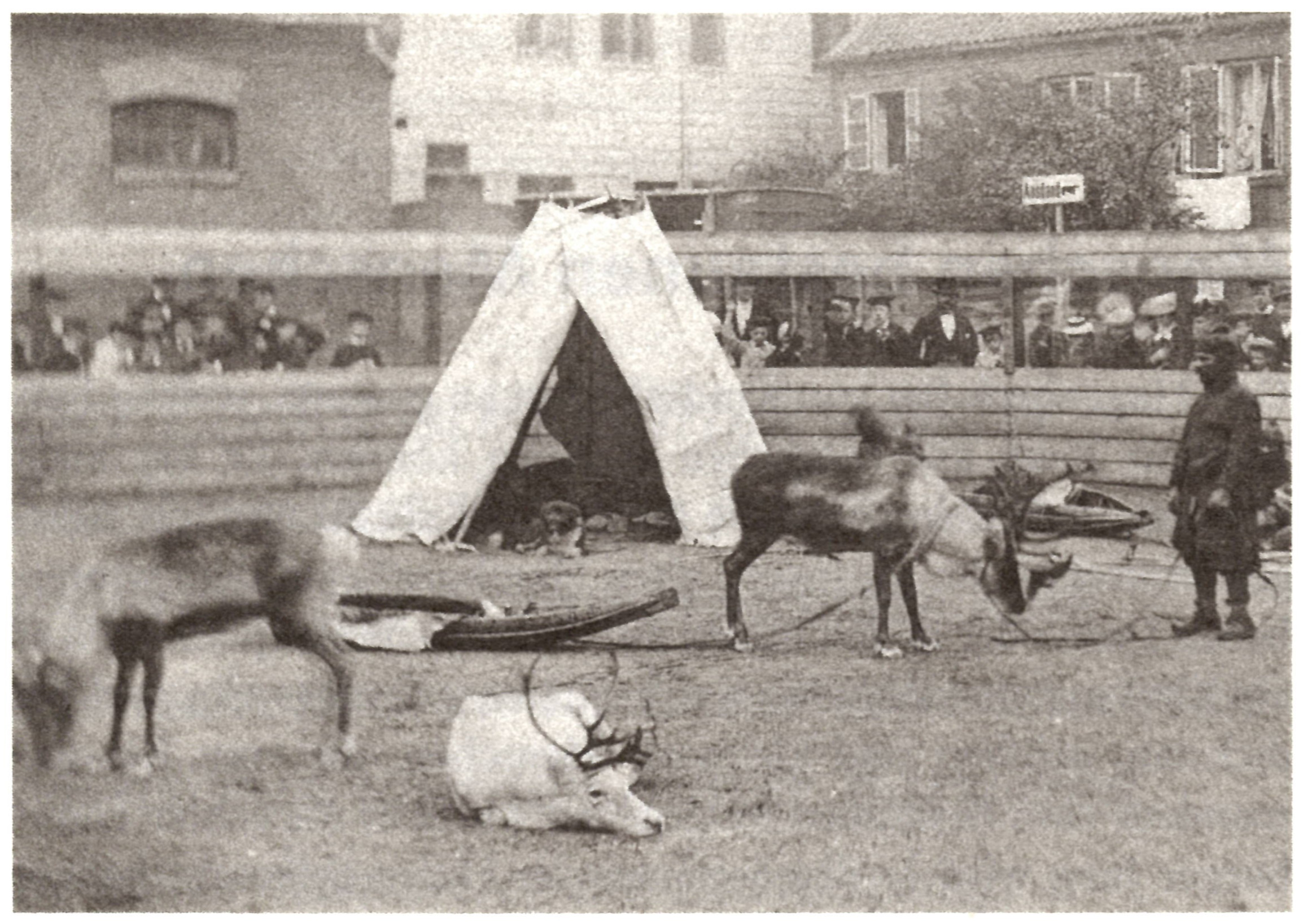
Völkerschau der „Lappländer“ 1875, Fotograf, Datierung und Ort nicht ausgewiesen

Die Völkerschau begann in Hamburg am 12. September 1875. Am Vortag, dem 11. September nachmittags, wurden die Rentiere vom Hafen zum Neuen Pferdemarkt auf St. Pauli geführt, was sich laut den Schilderungen von Leutemann in seinem Artikel in Die Gartenlaube von Anfang November 1875 als schwierig herausstellte:

„Nie habe ich Giraffen, Elephanten, Rhinocerosse, Hirsche, Wildesel oder Kameele sich beim Führen so ungeberdig benehmen sehen, wie diese doch als Hausthiere aufgewachsenen Rennthiere. Noch jetzt wundere ich mich, daß dabei weder Mensch noch Thier zu Schaden gekommen. Hier stürzten die Thiere übereinander, bäumten oder überschlugen sich; dort fiel ihr Führer und wurde im Straßenschmutz geschleift; auch riß wohl ein Thier sich los und wurde erst, nachdem es den Stadtgraben durchschwommen und die Umhegung des zoologischen Gartens übersprungen, in diesem wieder eingefangen. Mit weit heraushängender Zunge kamen die Thiere ganz erhitzt nach und nach endlich am Ziele an.“

Allerdings trug dieses Spektakel auch dazu bei, dass den Samen in Hamburg große Aufmerksamkeit zuteilwurde. Hagenbeck berichtete in der zweiten Auflage seiner Memoiren Von Tieren und Menschen von 1909 über den für ihn überraschenden Erfolg der Schau:

„Vom ersten Tage an war das Publikum geradezu enthusiasmiert, was ja zum Teil auf die absolute Neuheit nicht nur dieser Vorführung, sondern solcher Vorstellungen überhaupt zurückzuführen ist. Schon am frühen Morgen des Eröffnungstages begann das Zuströmen des Publikums, und trotz des großen Raumes, der zur Verfügung stand, nahm das Gedränge geradezu beängstigende Formen an. Die Einfahrt des Grundstückes, die sonst nur für Wagen gebraucht wurde, mußte den anströmenden Zuschauern eingeräumt werden. Schließlich blieb nichts anderes übrig, als Schutzmannschaften zu requirieren, um den Zuzug des Publikums einigermaßen in Schranken zu halten.“

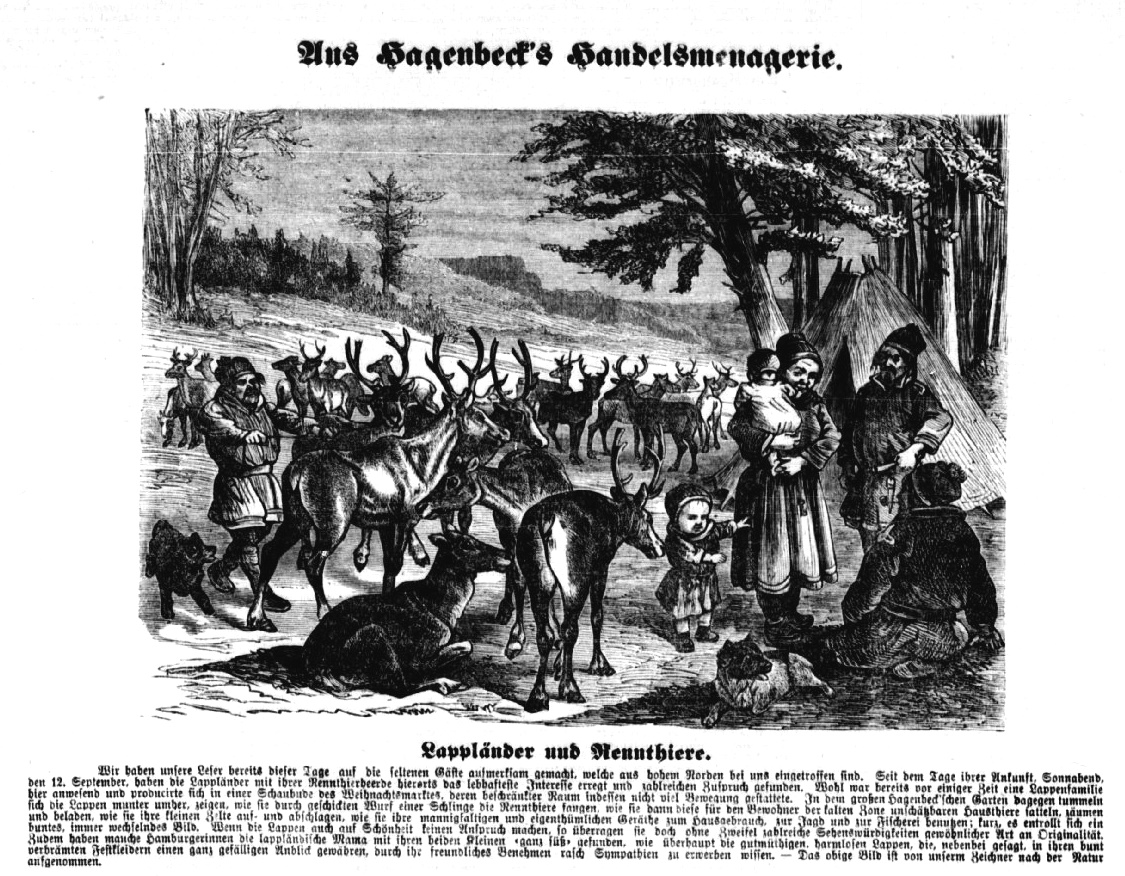
Die Völkerschau-Gruppe der sechs Samen in einer fiktiven „natürlichen“ Umgebung, Zeichner nicht namentlich genannt, Die Reform, 17. September 1875

Die Völkerschau fand im hinteren Teil des Tierparks Hagenbeck statt. Laut Pressemitteilungen sollen am Sonntag, dem 19. September, als Polizeikräfte einschreiten mussten, „5490 Erwachsene und 1150 Kinder Entrée gezahlt“ haben. Ab Anfang Oktober wurde sie dann auf der Hasenheide in Berlin-Neukölln platziert. Doch hier blieb der Erfolg aus, auch weil Hagenbeck keine Kontakte zur Berliner Presse und nur wenige Anzeigen in der Zeitung geschaltet hatte. Außerdem war hier nur wenige Monate zuvor die Schau der „Lappländer“ von Emma Willardt über mehrere Wochen aufgetreten. Der Anatom und Anthropologe Rudolf Virchow nahm in Berlin Untersuchungen an den Samen vor und präsentierte seine Ergebnisse in der Sitzung der Berliner Gesellschaft für Anthropologie, Ethnologie und Urgeschichte am 16. Oktober. Die gesamte Gruppe war dabei anwesend. Letzte und dritte Station der Völkerschau war Leipzig. Ab dem 2. November 1875 wurde die Gruppe im Innenhof des Pfaffendorfer Hofs (wo 1878 der Zoologische Garten Leipzig eröffnet wurde) zur Schau gestellt. Aufgrund der zahlreichen Presseberichte Leutemanns war die Schau in Leipzig wieder erfolgreich.
Die Inszenierung der Schau beschränkte sich hauptsächlich auf das Alltagsleben, insbesondere das Hüten und die Versorgung der Rentiere und das Leben in den mitgebrachten Zelten. Im Programmablauf gab es „etliche Übereinstimmungen“ zur Schau von Emma Willardt. Leutemann verfasste im November 1875 einige Artikel für das Leipziger Tageblatt und Anzeiger, in denen er die Völkerschau zu bewerben versuchte:

„Die Männer beschäftigen sich hauptsächlich mit dem Vorzeigen der Anwendung ihrer Geräthschaften. […] Zunächst höchst interessant ist es, das Aufschlagen des Zeltes in seiner einfachen praktischen Weise zu sehen, wie es nur aus Stangen und einigen Leinwandstücken zusammengesetzt, in weniger als einer Viertel Stunde aufgebaut wird. […] Die zweite sehr interessante Vorzeigung ist die des Schlittenfahrens, die natürlich jetzt auf der Erde oder dem Gras nur sehr mangelhaft geschehen kann. […] Besonders interessant ist es aber, wenn das Bepacken der Rennthiere gezeigt wird, wie es bei der Sommerreise geschieht. […] aber darauf wollen wir doch hinweisen, wie die lange, jahrhundertelange Erfahrung dieses Nomadenvolk gelehrt, all ihr Geräth und Eigenthum so einzurichten, daß alles aufs Schnellste verpackt werden kann.“

Heinrich Leutemann schildert zum Ende der Tournee am 21. November 1875 aber auch, dass vor allem „Frau Rasti mit ihren beiden Kleinen das meiste Interesse erregt“ und auch Geschenke von den Besuchern erhalten habe. Anders als beispielsweise während der späteren Völkerschau der „Feuerländer“, bei der die Presse stark abschätzig über die Kawesqar als vermeintliche Kannibalen berichtete, war die Berichterstattung gegenüber den Samen eher wohlwollend. Die damals so bezeichneten „Menschen aus dem hohen Norden“ wurden zeitgenössisch einer hohen Kulturstufe zugeordnet.
Viele Fragen bezüglich der Gruppe der Samen, ihrer Unterbringung und Verpflegung, der Bezahlung und Rückkehr nach Schweden sind nur ansatzweise überliefert. Leutemann berichtete am 21. November über die Heimreise der Gruppe und „große Sehnsucht nach ihrer Heimath“, die von der Gruppe vorgetragen wurde. Die Rentier-Herde verblieb in Deutschland und wurde verkauft. Hagenbeck vermachte dem Leipziger Museum für Völkerkunde zahlreiche Ausrüstungsgegenstände der Samen.
Hagenbeck veranstaltete 1878/79, 1893/94, 1910/11 und 1926 noch vier weitere Samen-Völkerschauen.

## Rezeption

### „Erfindung“ der Völkerschau?
Hagenbeck hat sich in seinen Memoiren unter Bezugnahme auf diese „Lappländer“-Schau von 1875 selbst zum „Erfinder“ der Völkerschauen stilisiert:

„Es war mir vergönnt, die Völkerausstellungen als erster in die zivilisierte Welt einzuführen. […] Es war im Jahre 1874, als ich meinem alten Freunde, dem Tiermaler Heinrich Leutemann […] in einem Briefe mitteilte, daß ich eine Renntierherde von dreißig Exemplaren zu importieren hätte […]. Der Künstler schrieb mir darauf, es müsse doch großes Interesse erregen, wenn ich die Renntiere von einer Lappländer-Familie begleiten lassen würde, die dann natürlich auch ihre Zelte, ihre Waffen, Schlitten und ihren gesamten Hausrat mitbringen müßte.“

In ihrem posthum 2023 veröffentlichten Band „Wilde, die sich hier sehen lassen“. Jahrmarkt, frühe Völkerschauen und Schaustellerei beschreibt Rea Brändle eingehend die „Lappländer“-Schauen erstens von Willardt und Böhle und zweitens von Hagenbeck. Sie betont, dass es viele Gemeinsamkeiten der beiden Zurschaustellungen und Inszenierungen der „Lappländer“ gab, etwa in Zusammensetzung und Größe der Gruppe oder im Programmablauf. Beide Schauen stellten die Rentiere und Schlitten sowie weitere Gebrauchsgegenstände in den Mittelpunkt, es wurden Werkzeuge und handwerkliche Fähigkeiten vorgeführt, Alltagsszenen sowie gelegentlich auch Tänze inszeniert. Laut Brändle unterschieden sich die beiden Schauen darin, dass die Samen bei Hagenbeck erstens nicht „ihre Hautfarbe übermalten“ und es ihm zweitens deutlich besser gelang, seine „Lappländer“-Schau in der lokalen Presse anzukündigen und zu vermarkten. Rea Brändle wendet dennoch kritisch ein:

„Sind diese beiden Unterschiede aber tatsächlich groß genug, um die zahlreichen Gemeinsamkeiten wett zu machen? Lässt sich damit wirklich erklären, warum in der Rezeption und der Erforschung von Völkerschauen bis heute zwischen der Lappländer-Schau von Böhle & Willardt und der von Hagenbeck ein Quantensprung verortet wird: vom Jahrmarktgroove zur professionell durchgestylten Show mit wissenschaftlichem Anspruch?“

In den meisten Veröffentlichungen zur Geschichte der Völkerschauen wird diese Interpretation eines vermeintlichen „Quantensprungs“ von Emma Willardt zu Carl Hagenbecks Zurschaustellung der „Lappländer“ meist mit Hinweis auf entsprechende Zitate von Heinrich Leutemann allerdings geteilt, so beispielsweise bei Anne Dreesbach, Nigel Rothfels oder Stefanie Wolter. Hagenbeck habe demnach die zur Schau gestellten Menschen möglichst authentisch gezeigt, was seine Schauen besonders erfolgreich gemacht habe. Hagenbecks erste Völkerschau gelte zudem insofern als fortschrittlich, dass er „die ‚Wilden‘ aus den Jahrmarktsbuden in die wissenschaftlichen Institutionen ‚Zoologische Gärten‘“ holte. Damit einhergehend standen die ersten Völkerschauen Hagenbecks zunächst immer in Zusammenhang mit der Anlieferung „sehr vieler Tiere“.

### Datierung der ersten Völkerschau
Häufig wird die erste Völkerschau Hagenbecks auf das Jahr 1874 datiert. So erschienen im März 2024 Zeitungsberichte, in denen an den vermeintlichen 150. Jahrestag des Beginns der Völkerschauen erinnert wurde. Auch in der Forschungsliteratur findet sich meist die Jahresangabe 1874. So schrieben beispielsweise Nicolas Bancel, Pascal Blanchard und Sandrine Lemaire in ihrem Standardwerk MenschenZoos. Schaufenster der Unmenschlichkeit in deutscher Übersetzung von 2012: „Die erste Truppe dieser Art wurde von Carl Hagenbeck im Jahr 1874 in Hamburg gezeigt, also genau in jenem Jahr, in dem Barnum nach Europa kam. Das Jahr 1874 stellte daher einen tiefen Einschnitt in der Entwicklung von Menschenausstellungen dar.“ Die Jahreszahl 1874 für die erste Hagenbecksch’sche Völkerschau der „Lappländer“ findet sich auch in den Standardwerken von Anne Dreesbach und Stefanie Wolter (beide von 2005) sowie mit der Angabe „1874/75“ bei Hilke Thode-Arora in Für fünfzig Pfennig um die Welt. Die Hagenbeckschen Völkerschauen von 1989. In einem Aufsatz von 2021 schreibt Thode-Arora dann aber, Hagenbeck habe „1875 seine erste Völkerschau: Sami aus Finnland“ veranstaltet.
Die Datierung 1874 gründet sich vor allem auf die Memoirenliteratur Hagenbecks, der in Von Tieren und Menschen von 1908 schrieb: „Gegen Mitte September des Jahres 1874 traf die kleine Expedition mit dreißig Rentieren, geführt von einem Deutsch sprechenden Norweger, in Hamburg ein.“ In seiner bereits 1887 erschienenen Publikation Lebensbeschreibung des Thierhändlers Carl Hagenbeck nennt Heinrich Leutemann hingegen in den bis ins Detail sehr ähnlichen Schilderungen den September 1875 als Zeitpunkt der ersten „Lappländer“-Völkerschau.
In den bisher umfassendsten Darstellungen über die von Carl Hagenbeck veranstalteten Sami-Völkerschau von 1875 von Rea Brändle und Cathrine Baglo (beide aus dem Jahr 2023) wird der September 1875 als Beginn der ersten Völkerschau zutreffend angegeben, außerdem auch im Standardwerk Savages and Beasts von Nigel Rothfels. Alle zeitgenössischen Berichte – etwa über die Ankunft in Hamburg am 11. September 1875, bei der die Rentiere durch die Stadt getrieben wurden, Zeitungsinserate, die zahlreichen Artikel Leutemanns wie etwa der lange Artikel in Die Gartenlaube von Anfang November 1875, im Leipziger Tageblatt und Anzeiger vom 30. Oktober 1875 „Ueber die ankommenden Lappländer“ oder vom 21. November 1875 über „Die Heimkehr der Lappländer“ sowie auch die Präsentation der sechsköpfigen Gruppe der Samen von Rudolf Virchow vor der Berliner Gesellschaft für Anthropologie, Ethnologie und Urgeschichte am 16. Oktober 1875 und der Bericht hierüber in der Kölnischen Zeitung – sprechen für den 12. September als Beginn der ersten Völkerschau Carl Hagenbecks; der 150. Jahrestag ist dann der 12. September 2025.

## Forschungsstand
Carl Hagenbeck und Heinrich Leutemann berichteten in ihrer Memoiren-Literatur ausführlich über die Völkerschau der Samen von 1875, die sie selbst als Initialzündung für die Etablierung der Völkerschauen bewerteten. Grundlegend haben sich vor allem Rea Brändle und Cathrine Baglo kritisch mit diesem Narrativ auseinandergesetzt. Ansonsten finden sich in der übrigen Völkerschau-Literatur meist nur punktuelle Hinweise auf die Zurschaustellungen der Samen der 1870er Jahre.

### Zeitgenössische Literatur
- Carl Hagenbeck: Von Tieren und Menschen. Vita deutsches Verlagshaus, Berlin, 1. Auflage 1908, 2. Auflage 1909.
- Heinrich Leutemann: Lebensbeschreibung des Thierhändlers Carl Hagenbeck. Selbstverlag Carl Hagenbeck, Hamburg 1887.
- Rudolf Virchow: Herr Böhle stellte wiederum vier neue eingetroffene Lappen vor. (Sitzung vom 20. Februar 1875). In: Verhandlungen der Berliner Gesellschaft für Anthropologie, Ethnologie und Urgeschichte, Jg. 1875, S. 28–39.
- Rudolf Virchow: Vorstellung der von Hrn. Hagenbeck nach Berlin gebrachten Lappen. (Sitzung vom 16. Oktober 1875). In: Verhandlungen der Berliner Gesellschaft für Anthropologie, Ethnologie und Urgeschichte, Jg. 1875, S. 225–228.